# (38264) 1999 RC22
1999 RC22 (asteroide 38264) é um asteroide da cintura principal. Possui uma excentricidade de 0.12235350 e uma inclinação de 9.94136º.
Este asteroide foi descoberto no dia 7 de setembro de 1999 por LINEAR em Socorro.